# Hydrophorus grisellus
Hydrophorus grisellus är en tvåvingeart som beskrevs av Becker 1922. Hydrophorus grisellus ingår i släktet Hydrophorus och familjen styltflugor.
Artens utbredningsområde är Taiwan. Inga underarter finns listade i Catalogue of Life.